# Plagiotriptus leei
Plagiotriptus leei är en insektsart som beskrevs av Marius Descamps 1977. Plagiotriptus leei ingår i släktet Plagiotriptus och familjen Thericleidae. Inga underarter finns listade i Catalogue of Life.